# Tramada

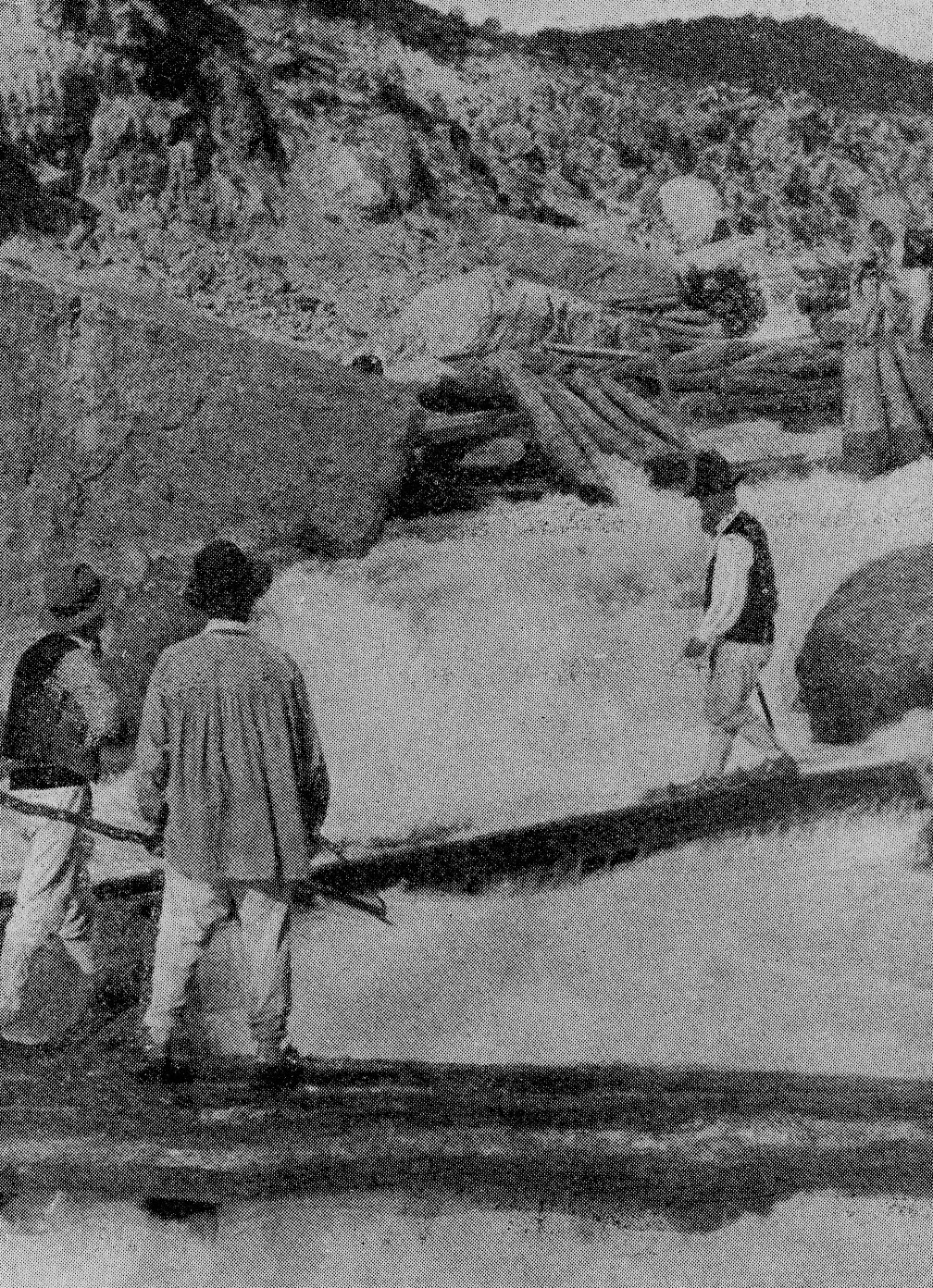
Raers preparats per canalitzar les peces (autor: Julio Larrañaga).

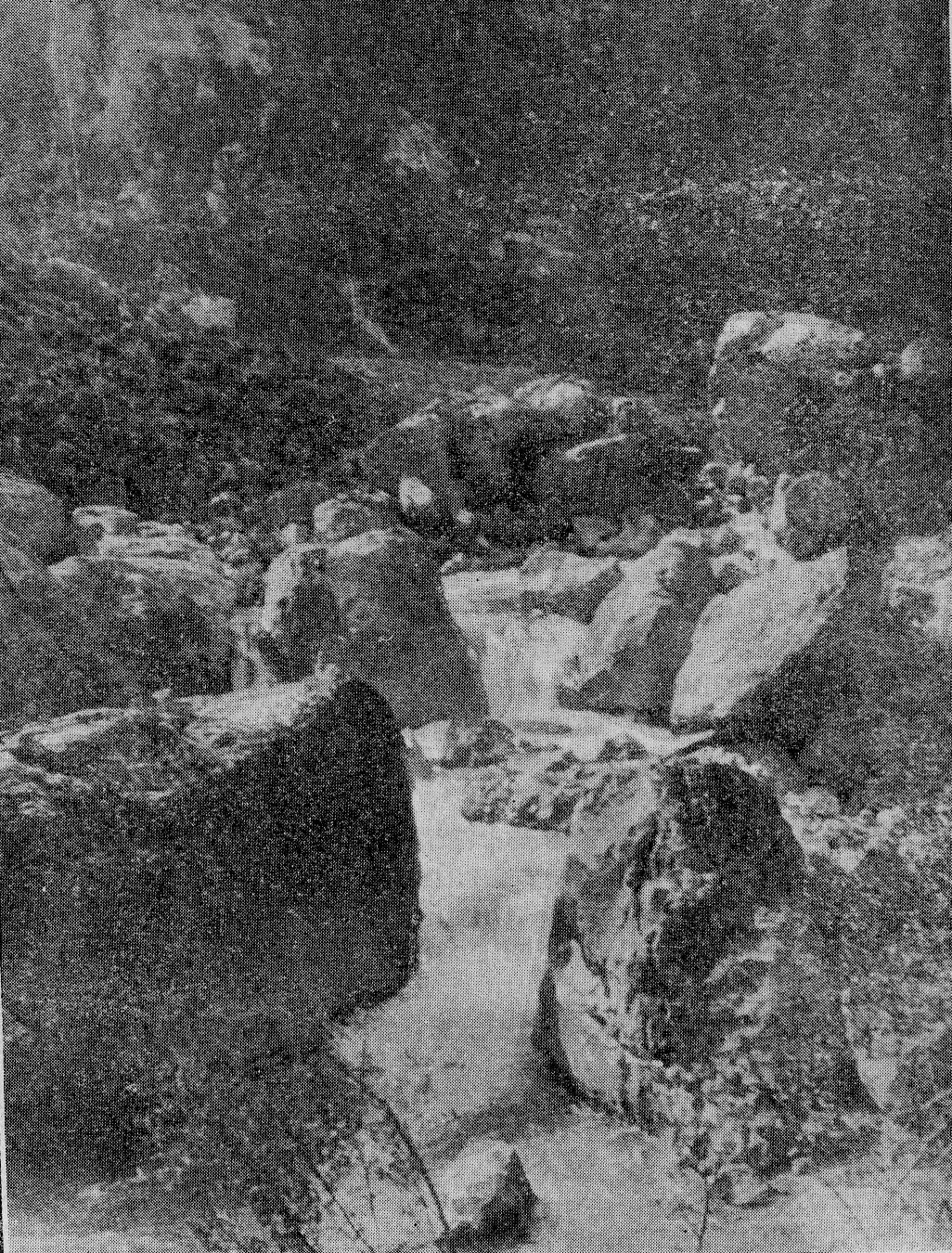
Així trobaven el riu (autor: Julio Larrañaga).

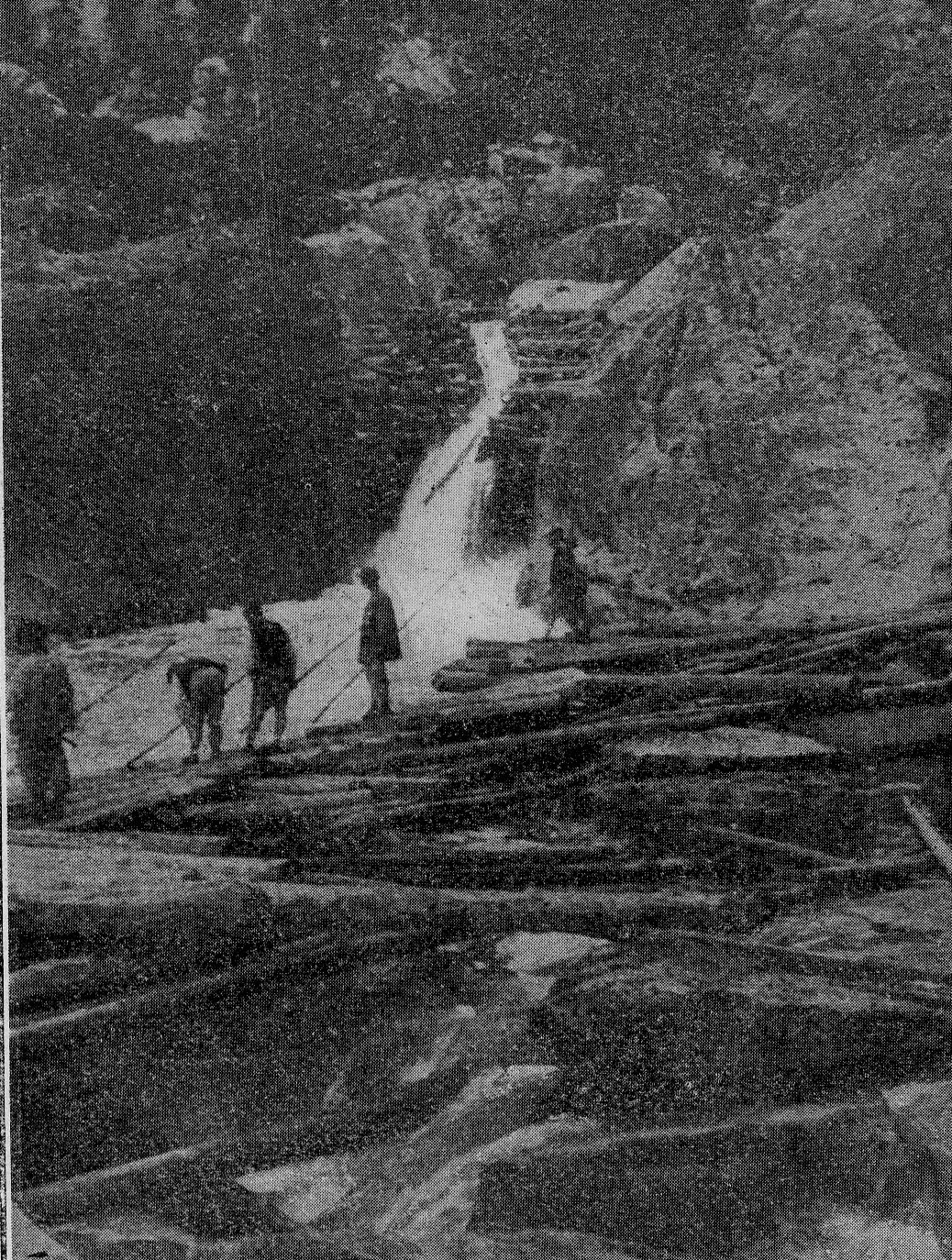
Llit artificial entre les penyes (autor: Julio Larrañaga).

La tramada és una forma de transport fluvial per la conducció dels troncs de fusta procedent de les tales de boscos i pinedes fins als llocs d'utilització d'aquesta fusta. Els troncs es lligaven en conjunts de dos o tres trams de bigues (les tramades) posades un al cap de l'altre per a formar un rai que es transportaven per flotació conduïts per quadrilles de raiers. A la península Ibèrica es va utilitzar aquest mètode de transport als rius Ebre, Tajo, Xúquer, Túria i Segura, principalment i en menor mesura al Guadalquivir. A Catalunya, els raiers transportaven la fusta en rais particularment des del Pirineu, per la Noguera Pallaresa, la Noguera Ribagorçana, el Segre i baixant l'Ebre; a l'Aragó com a mínim pel riu Gállego i l'Ebre, i a Navarra com a mínim pel riu Esca o Ezka. A Conca, País Valencià, etc., aquesta activitat s'hi feia pels rius Túria, Xúquer i Segura.
Es té constància documental d'aquestes conduccions ja al segle xvi, i es va perllongar el seu ús fins a mitjan segle xx.

## Tècnica
Dels dos tipus de conducció de la fusta per flotació, en rai (també anomenat -tot i que més rarament- armadia, almadia o aumedia, de l'àrab al-madīya o al-má'diya, 'barca de pas'), i per peces soltes, donada l'orografia i el cabal dels rius espanyols, solament va poder practicar-se el transport mitjançant rai (els troncs travats a manera de grans planxes) en el riu Ebre. En la resta de rius, es va utilitzar el mètode de troncs solts. Una vegada talat l'arbre, els propis llenyataires eren els encarregats de netejar el tronc i transportar-lo fins al riu. Una vegada allí els troncs es mantenien encambrats un determinat temps, suficient perquè es purguessin i així poguessin surar amb més facilitat. Passat aquest temps era quan començava el treball dels raiers, els encarregats de conduir la fusta riu avall.
La tramada, que podia estar constituïda per milers de troncs, amb dimensions que podien superar els dotze metres de longitud per peça, arribaven a ocupar més de 30 quilòmetres del riu. Era conduïda per quadrilles de raiers dirigits pel mestre de riu a les ordres del qual es trobaven els majorals. El conjunt de raiers necessari per poder conduir una tramada no baixava de 100, podent arribar a ser necessaris més de 1.000 raiers per a les grans tramades constituïdes per uns 100.000 troncs. Tramada i raiers es dividien en tres grups: davanter, centre i saga.
- El "grup davanter" era l'encarregat d'obrir-se camí, escometent veritables obres d'enginyeria amb els propis troncs per salvar les dificultats i desnivells que es presentaven, especialment dificultosos en les capçaleres dels rius.

- El "grup central" el formava el gruix principal de la tramada i el treball dels raiers consistia en evitar que els troncs es quedessin travessats i produïssin una embús capaç de convertir la tramada en una presa artificial i provocar una espècie de riuada que ho inundés tot al seu pas.

- El "grup saguer" era l'encarregat de desmuntar les construccions realitzades pel "grup davanter".

Les principals obres que escometia el "grup davanter" eren les canalitzacions, estrenyent el llit amb els troncs allí on en cabal era escàs i el jaç poc profund, també per salvar desnivells i corregir, en part, la sinuositat del llit. Altres obres, de més envergadura, eren, en castellà, les tabladas (taulades (conjunts de taulons), construïdes per poder superar petites preses i obstacles d'importància.
| «                                                                                      | El lecho de tablada era otra obra de mayor importancia y necesaria para poder salvar sin daños los azodes de los molinos y acequias tan frecuentes en los ríos Turia, Jucar y Segura. Se componía de ocho o diez maderos o lenguas formando un plano perpendicular al muro de la presa y apoyado en otro madero paralelo a la misma. De esta manera se conseguía un nuevo lecho más elevado que el natural o propio del río y den un plano superior a la presa o azud. La segunda parte consistía en la construcción de un canal para encauzar las aguas del río hacia este lecho artificial o compuerta. | » |
| — El transporte fluvial de madera en España. Juan Piqueras Haba, Carmen Sanchís Deusa. | |   |

El asnao era un altre muntatge utilitzat per a retenir la tramada en les ocasions que es cregués oportú.
Tot això es realitzava ajudats per ganxos o gafes, d'aquí el nom que rebien els treballadors encarregats de la tramada en castellà: gancheros (raiers en català). En algunes zones de l'Alt Aragó se'ls coneix com a navaters, sent la navata un petit rai que pilotaven amb increïble habilitat fins a la desembocadura de l'Ebre.

La fusta descendia des del Pirineu fins a Saragossa [o indrets de Catalunya], i des de la regió muntanyenca de Cuenca fins a Conca, que va arribar a comptar amb una important indústria de la fusta, o fins a València. Durant la construcció del "Real Sitio de Aranjuez", aquesta ciutat va ser una important destinació. El seu transport durava mesos.
| «                                                | Vida ruda y miserable la de los gancheros, entregados durante meses a las tareas de la conducción, sin casi ropa por la siempre probable necesidad de sumergirse en el río, sin dejar el bichero o gancho que le da nombre y es prenda indispensable suya; pero la contemplación de su tarea es fuertemente distraída y si el viajero llegado a esta provincia (Cuenca) tuviera ocasión de presenciar alguna maderada, no debe desperdiciarla y admirar la paciencia y constancia que ponen en la construcción de verdaderas obras de ingeniería, aunque efímera, para salvar los obstáculos que la naturaleza presenta en la frágil flotación de las piezas transportadas. | » |
| — Cuenca. Guía Larrañaga, Julio Larrañaga Mendía | |   |

## Museus i festivals de raiers
A Catalunya, hi ha dos museus dedicats a aquest ofici: el Museu dels Raiers a la Pobla de Segur (al Pallars, riu Noguera Pallaresa), i el Museu dels Raiers de Coll de Nargó, a Coll de Nargó, al Segre.
A l'Espunya (Osca), existeix també un «Museu de les Navates i la fusta» (Museo de las Navatas y de la madera), mentre que a Navarra n'hi ha un a Burgi, prop de la vall de Roncal o Erronkaribar - el «Museo de la Almadía / Almadiaren Museoa».
L'Associació de Raiers de la Noguera Pallaresa organitza la Diada dels Raiers de la Pobla de Segur cada any entre el Pont de Claverol i la Pobla de Segur, i també porten un Espai del Raier com a museu (la Pobla de Segur). De manera similar, se'n fan baixades de rais amb raiers a Coll de Nargó cada any. També se'n fa un festival dels raiers a Burgi, Navarra, i un també a l'Espunya, Osca, a l'Aragó.

## Els raiers en la literatura i el cinema
L'ofici de raier, a part de dur, era perillós. Crescudes inesperades del riu, passos compromesos i la pròpia perillositat d'anar al damunt dels troncs inestables, provocava nombrosos accidents i moltes víctimes. José Luis Sampedro ha deixat reflectida la vida d'aquests homes en la seva novel·la El rio que nos lleva (1961), portada al cinema per Antonio del Real el 1989 (amb Alfredo Landa, Toni Peck, fill de Gregory Peck, Eulalia Ramón i Fernando Fernán Gómez en el repartiment principal).